# Łużok (obwód homelski)
Łużok (biał. Лужок; ros. Лужок, Łużok, pol. hist. Łużek) – agromiasteczko na Białorusi, w obwodzie homelskim, w rejonie kormańskim, w sielsowiecie Łużok.

## Historia
W XIX i w początkach XX w. położony był w Rosji, w guberni mohylewskiej, w powiecie rohaczewskim, w gminie Rassochy. Następnie w granicach Związku Sowieckiego. Od 1991 w niepodległej Białorusi.